# Fagali'i
Fagali'i è un villaggio delle Samoa Americane appartenente alla contea di Lealataua del Distretto occidentale. Ha una superficie di 1,7 km² e in base al censimento del 2000, ha 259 abitanti.

## Geografia fisica
Il territorio del villaggio comprende una piccola zona lungo la costa settentrionale dell'isola Tutuila.